# 653년

## 연호
- 당(唐) 영휘(永徽) 4년
- 일본(日本) 하쿠치(白雉) 4년

## 기년
- 고구려(高句麗) 보장왕(寶臧王) 12년
- 백제(百濟) 의자왕(義慈王) 13년
- 신라(新羅) 진덕여왕(眞德女王) 7년
- 당(唐) 고종(高宗) 4년

## 사건
- 봄, 백제가 크게 가물어 백성이 굶주렸다.
- 음력 8월에 백제 의자왕이 왜국과 우호관계를 맺었다.
- 동로마 제국의 황제 콘스탄스 2세, 교황 마르티노 1세를 체포하다.

## 참고 문헌
- 김부식 (1145), 《삼국사기》  〈권28 백제본기 제육(百濟本紀第六) 의자왕(위키문헌 번역본)〉  /(국사편찬위원회 > 한국사데이타베이스 번역본)